# Wishful Thinking
Wishful Thinking är en låt av den brittiska gruppen China Crisis från albumet Working with Fire and Steel. Den är gruppens största framgång på brittiska singellistan där den nådde 9:e plats i januari 1984. Låten blev även en hit i Sverige med 1:a plats på Poporamas Heta högen-lista den 8 mars 1984.

## Utgåvor
7" singel Virgin Records VS 647
1. Wishful Thinking – 4.08
2. This Occupation – 2.41

12" singel Virgin Records VS 647-12
1. Wishful Thinking – 4.38
2. Some People I Know To Lead Fantastic Lives – 3.43
3. This Occupation (Extended Mix) – 4.00
4. Some People I Know To Lead Fantastic Lives (Extended Mix) – 6.47